# 滝田愛美
滝田 愛美（たきた えみ、1981年 - ）は、小説家。『ただしくないひと、桜井さん』で第13回 女による女のためのR-18文学賞 読者賞を受賞してデビューした。

## 来歴
東京外国語大学外国語学部、東京大学文学部卒業。
小学生の頃から文章を書くことに関心があり、教科書の書き写しなど文章をひたすらに書いていた。
20歳のときに姫野カオルコの『喪失記』を読んでから夢として作家を意識するようになり、2004年頃から小説を完結させる形で書き始める。
その後、2014年に新人賞4度目の応募作となる『ただしくないひと、桜井さん』で第13回 女による女のためのR-18文学賞 読者賞を受賞してデビューする。

## 人物
子持ち、人妻であり、非正規社員としても働いている。
塾で先生として教えていたこともあるが、「子供達から好かれるような先生ではなく勉強を厳格に教えるだけのつまらない先生」であったとしている。また同時期にHIV陽性者のサポート団体に所属して感染不安の人を対象とした電話相談ボランティアも行っていた。
趣味としてカラオケを挙げている。

## 書籍

### 小説
- 『ただしくないひと、桜井さん』（2016年12月22日、新潮社）ISBN 978-4-10-350571-6
- 『この血の流れ着くところ』（2018年7月20日、新潮社）ISBN 978-4-10-350572-3

### 文庫
- 『ただしくないひと、桜井さん』（2020年5月1日、新潮社、新潮文庫）ISBN 978-4-10-102031-0